# Heidschi Bumbeidschi (Heintje)
Heidschi Bumbeidschi is een single van Heintje. Voor Heintje was het de tweede nummer 1-hit in de Nederlandse Top 40. Het nummer werd uitgebracht op CNR Records (UH 10 022). Heidschi Bumbeidschi is een Duits volksliedje in het Beiers dialect uit het begin van de 19e eeuw. Vaak wordt het als wiegelied gezien. Daarnaast wordt het onterecht ook vaak een kerstliedje genoemd. Het wordt dan ook tijdens advent en Kerstmis veel uitgevoerd en gezongen.

## Oorsprong en vertolkers
De oudste bron is het lied Haidl Bubaidl, dat in 1819 gepubliceerd werd door Franz Ziska en Julius Max Schottky. Daarin spreekt een moeder over het afscheid van haar kind. De uitleg daarbij is dat het kind overleden is. Vermoedelijk verwijst het naar de grote kindersterfte uit die tijd.
De huidige tekst en melodie kreeg vanaf 1905 bekendheid doordat het was opgenomen in het liedboek Liederheft des Deutschen Volkslied-Vereins Wien.
In de tweede helft van de 20e eeuw werd het lied herhaaldelijk op de plaat gezet en op televisie uitgezonden. Andere bekende vertolkers naast Heintje zijn Peter Alexander in 1965 en Andrea Berg in 1999.

## Tracklist
Kant A is geschreven door Albert Schwarzmann, Johannes Jorge en Wolf Hausmann. Kant B is geschreven door Gunter Kaleta, Hans Hee en Wolfgang Roloff.
- A Heidschi Bumbeidschi - 3:09
- B Eine kleine abschiedsträne - 2:43

## Hitnoteringen

### Nederlandse Top 40
| Hitnotering: 19-10-1968 t/m 11-01-1969 | Hitnotering: 19-10-1968 t/m 11-01-1969 | Hitnotering: 19-10-1968 t/m 11-01-1969 | Hitnotering: 19-10-1968 t/m 11-01-1969 | Hitnotering: 19-10-1968 t/m 11-01-1969 | Hitnotering: 19-10-1968 t/m 11-01-1969 | Hitnotering: 19-10-1968 t/m 11-01-1969 | Hitnotering: 19-10-1968 t/m 11-01-1969 | Hitnotering: 19-10-1968 t/m 11-01-1969 | Hitnotering: 19-10-1968 t/m 11-01-1969 | Hitnotering: 19-10-1968 t/m 11-01-1969 | Hitnotering: 19-10-1968 t/m 11-01-1969 | Hitnotering: 19-10-1968 t/m 11-01-1969 | Hitnotering: 19-10-1968 t/m 11-01-1969 | Hitnotering: 19-10-1968 t/m 11-01-1969 |
| Week                                   | 1                                      | 2                                      | 3                                      | 4                                      | 5                                      | 6                                      | 7                                      | 8                                      | 9                                      | 10                                     | 11                                     | 12                                     | 13                                     |                                        |
| -------------------------------------- | -------------------------------------- | -------------------------------------- | -------------------------------------- | -------------------------------------- | -------------------------------------- | -------------------------------------- | -------------------------------------- | -------------------------------------- | -------------------------------------- | -------------------------------------- | -------------------------------------- | -------------------------------------- | -------------------------------------- | -------------------------------------- |
| Nummer                                 | 7                                      | 4                                      | 1                                      | 1                                      | 1                                      | 2                                      | 6                                      | 7                                      | 10                                     | 14                                     | 22                                     | 28                                     | 37                                     | uit                                    |

### Parool Top 20
| Hitnotering: 19-10-1968 t/m 28-12-1968 | Hitnotering: 19-10-1968 t/m 28-12-1968 | Hitnotering: 19-10-1968 t/m 28-12-1968 | Hitnotering: 19-10-1968 t/m 28-12-1968 | Hitnotering: 19-10-1968 t/m 28-12-1968 | Hitnotering: 19-10-1968 t/m 28-12-1968 | Hitnotering: 19-10-1968 t/m 28-12-1968 | Hitnotering: 19-10-1968 t/m 28-12-1968 | Hitnotering: 19-10-1968 t/m 28-12-1968 | Hitnotering: 19-10-1968 t/m 28-12-1968 | Hitnotering: 19-10-1968 t/m 28-12-1968 | Hitnotering: 19-10-1968 t/m 28-12-1968 | Hitnotering: 19-10-1968 t/m 28-12-1968 |
| Week                                   | 1                                      | 2                                      | 3                                      | 4                                      | 5                                      | 6                                      | 7                                      | 8                                      | 9                                      | 10                                     | 11                                     |                                        |
| -------------------------------------- | -------------------------------------- | -------------------------------------- | -------------------------------------- | -------------------------------------- | -------------------------------------- | -------------------------------------- | -------------------------------------- | -------------------------------------- | -------------------------------------- | -------------------------------------- | -------------------------------------- | -------------------------------------- |
| Nummer                                 | 8                                      | 3                                      | 2                                      | 1                                      | 2                                      | 4                                      | 10                                     | 15                                     | 15                                     | 16                                     | 20                                     | uit                                    |